# Little Wing
«Little Wing» (рус. «Маленькое крыло», «Маленькое крылышко», «Крылышко») — песня, написанная Джими Хендриксом и записанная группой The Jimi Hendrix Experience в конце октября 1967 года в Olympic Studios (Лондон). Эта композиция вошла в список 500 величайших песен всех времён по версии журнала Rolling Stone.

## The Jimi Hendrix Experience
«Little Wing» вошла во второй альбом группы Axis: Bold as Love (шестой трек, предпоследний на первой стороне диска, продолжительностью около двух с половиной минут). По словам музыкальных критиков, это «красивая, задумчивая баллада» с нежным психоделически-джазовым звучанием гитары, свидетельствующая о значительном росте мастерства музыканта.
«Little Wing» стала одной из самых известных композиций Хендрикса, часто исполнялась им на концертах, вошла в альбомы Hendrix in the West (1972) и The Jimi Hendrix Concerts (1982), изданные после его смерти, а также во многие последующие сборники и компиляции.

## Другие исполнения
Песня в разное время исполнялась многими другими музыкантами, среди которых Эрик Клэптон, Стиви Рэй Вон, Стинг (альбом …Nothing Like the Sun), Джефф Бек (концертный альбом Live+, 2015), Стив Вай и др.
Эрик Клэптон исполнял эту песню многократно, в разные годы и с разными музыкантамиː с группой Derek and the Dominos (альбом Layla and Other Assorted Love Songs, 1970), затем много раз на своих концертах, включая Eric Clapton’s Rainbow Concert (1973), Crossroads 2: Live in the Seventies (запись 1974 года, издан в 1996), Eric Clapton & Friends in Concert (с Sheryl Crow, 1999), Live in San Diego (2016), Live from Madison Square Garden (со Стивом Уинвудом, записан в 2008, издан в 2009).